# Montchaboud
Montchaboud – miejscowość i gmina we Francji, w regionie Owernia-Rodan-Alpy, w departamencie Isère.
Według danych na rok 1990 gminę zamieszkiwało 305 osób, a gęstość zaludnienia wynosiła 156 osób/km² (wśród 2880 gmin regionu Rodan-Alpy Montchaboud plasuje się na 1324. miejscu pod względem liczby ludności, natomiast pod względem powierzchni na miejscu 1690.).